# 고양컨벤션뷰로
고양컨벤션뷰로(GoyangCVB)는 경기도 고양시의 MICE 산업 활성화 및 도시마케팅을 전담하는 조직으로 2016년 11월 기초지자체 최초로 설립된 컨벤션뷰로이다. 글로벌 MICE 데스티네이션을 향한 도전과 비전으로 고양컨벤션뷰로는 글로벌 MICE 산업 선도에 앞장서고 있다.  

## 1. 정의
컨벤션뷰로란 다양한 MICE 행사를 유치하기 위해 행사 주최자가 필요로 하는 서비스를 제공하고, 도시의 MICE 및 관광자원을 마케팅하는 조직으로 국내에는 고양컨벤션뷰로를 비롯한 18개의 컨벤션뷰로가 활동하고 있다. (2022.1 기준) 컨벤션뷰로는 관광공사 등에 속해있는 경우도 있으며, 재단법인이나 사단법인의 형태로 운영되기도 한다.

## 2. 연혁
[설립근거 법률]
○ 「국제회의산업 육성에 관한 법률」제5조 제2항 - 국제회의시설을 보유 관할하는 지방자치단체의 장은 국제회의 관련 업무를 효율적으로 추진하기 위하여 필요하다고 인정하면 전담조직을 설치할 수 있다.
○ 「고양시 마이스산업 육성에 관한 조례」제7조제1항 - 시장은 마이스산업 활성화를 위해 마이스 전담기구인 컨벤션뷰로(CVB)를 설치할 수 있으며 그 운영에 필요한 경비는 예산의 범위에서 지원할 수 있다.

- 2014. 12 : 고양시 국제회의도시 지정
- 2015. 08 : 고양시 관광특구 지정
- 2016. 11 : 사단법인 고양시관광컨벤션협의회 설립(고양컨벤션뷰로 설치)
- 2018. 08 : 기초 지자체 최초 고양시 국제회의복합지구 지정
- 2021. 05 : 고양컨벤션뷰로 독립 사단법인 출범

## 3. 운영모델(고양CVB 2.0)
DMO(Destination Marketing Organization) → DMMO(Destination Marketing&Management Organization)
2016년 설립 이후 5주년을 맞아 새로 세운 운영모델인 고양CVB 2.0
기존 도시마케팅 전담기구 DMO의 전통적인 개념에서 벗어나 지속가능한 운영에 부합하는 새로운 모델인 DMMO로 거듭나고자 함

## 4. 주요 사업
4.1. Destination Management(생태계조성)
　　가. MICE 기반조성
　　　1) 중장년 MICE 인력양성
　　　　- MICE 전문인력 행사 매칭 시스템 구축
　　　　- 대한민국 MICE 대상 우수 MICE 서포터즈 부문, 국내 최초 중장년 전문인력 수상
　　　2) MICE 안내데스크 운영
　　　　- MICE 안내데스크 친환경 테마(종이 벽체, 책상/의자)로 조성
　　　　- MICE 안내데스크 편의서비스 조성(스마트폰 무료 충전, 즉석 사진 촬영 및 인화, DID 운영 등)
　　　　- MICE 안내데스크 홍보를 위한 문화공연 개최
　　　3) 고양MICE얼라이언스
　　　　 - 고양시 MICE 산업 생태계 구축
　　　　 - 정례회의 및 교육을 통해 고양MICE얼라이언스 경쟁력 강화
4.2. Destination Marketing(목적지마케팅)
　　가. 행사 유치/개최 지원
　　　1) 행사 유치
　　　　- 글로벌 MICE 목적지로서의 고양시 홍보 및 유치가능성 확대
　　　　- 행사 유치·개최 지원금 제도 운영
　　　　- 기업회의 및 인센티브 대상 고양시 MICE 상품개발 및 홍보콘텐츠 확보
　　　2) 행사 개최
　　　　- 지역특화컨벤션 발굴 및 육성
　　　　- MICE 행사 세일즈 트랙커 개발 및 효율적인 DB 관리 기대
　　　　- 주최자가 이용 편리한 MICE 지원신청 시스템 구축
　　나. 대내외 네트워킹
　　　1) 국제기구 가입
　　　　- ICCA 및 UIA 활동으로 고양시 MICE 산업 발전 방안 도모
　　　　- 해외 MICE 업계 이해 관계자들과의 네트워크 확대
　　　2) 국내기구 가입
　　　　- 한국관광공사, 경기관광공사, 한국MICE협회, 한국전시주최자협회 활동
　　　　- 국내외 MICE 전시 박람회 및 로드쇼 행사 참가 기회 확보
　　다. 홍보마케팅
　　　1) 국내외 MICE행사 참가
　　　　- 고양시 MICE 개최 여건 및 글로벌 MICE 도시로서의 고양시 홍보
　　　　- 글로벌 MICE 시장 동향 파악 및 우수 MICE 목적지 벤치마킹 기회 획득
　　　2) 온라인 마케팅
　　　　- 고양컨벤션뷰로 홈페이지 운영
　　　　- e-뉴스레터 제작 및 발송
　　　　- SNS 플랫폼 운영(페이스북, 인스타그램, 유튜브, 링크드인)
　　　　- 홍보영상 제작
4.3. 고양 국제회의 복합지구(GCC Goyang)
　　가. 고양 MICE 육성센터 운영
　　　1) MICE 산업 생태계 조성을 위한 정례교육 시행
　　　2) 창업리그 운영
　　　3) MICE 주최자 초청 입주기업 설명회 진행
　　나. 고양 MICE ON 운영
　　　1) 전국 지방자치단체 중 최초 MICE 전용 앱(APP)
　　　2) 고양 MICE 행사 방문객 위주 편의 솔루션 제공

## 5. 주요 성과
| 고양 데스티네이션 위크(Goyang Destination Week) | 아시아 태평양 지역 MICE 데스티네이션 관련 대표 행사가 없었던 상황에서 고양시는 시정부, MICE 주최자, MICE 업계가 함께하는 Triple Helix 이벤트인 고양 데스티네이션 위크(Goyang Destination Week)를 아시아 최초 MICE 목적지 (MICE Destination) 관련 국제회의로 개최하였다. 2017년부터 5회째 개최하고 있는 고양 데스티네이션 위크는 고양시를 아시아 MICE 중심도시로 자리매김시키고, 나아가 MICE 데스티네이션 육성 플랫폼으로서 글로벌 MICE 산업 경쟁력 제고에 기여하고 있다.            |
| 고양 국제회의복합지구(GCC Goyang)               | 고양 국제회의복합지구(GCC GOYANG: Global Convention Complex)는 2018년 국내 지방자치단체 최초로 문화체육관광부로부터 국제회의복합지구로 지정되었다. GCC Goyang은 MICE 전문지역으로, 국내 최대의 전시장인 킨텍스를 주축으로 그 인근 지역의 숙박, 쇼핑, 문화, 업무 등의 연관 시설들이 집적되어 있는 곳이다. 국제회의복합지구 활성화 지원사업을 통해 현재 15개 기업이 상주하는 국내 최초 ‘고양 MICE 육성센터’ 개설과 마이스 전용 앱인 ‘고양 마이스온(Goyang MICEON)’을 출시하기도 했다. |
| 지속가능성(Sustainability)                      | 고양컨벤션뷰로는 고양시가 지속가능한 MICE 목적지로서의 조건을 갖추고, 대한민국 지속가능 MICE 수도로 거듭나기 위해 지속가능성 경쟁력을 구축중이다. 고양시는 2017년 국내 최초 '글로벌 마이스 목적지 지속가능성 평가 협의체(GDS-I: Global Destination Sustainability Index)에 가입한 도시로서 6년째 평가에 참여하고 있다. 2021년 평가 결과 아시아 지역 내 1위를 달성하였다. |

## 6. 외부 링크
- 고양컨벤션뷰로 공식 웹사이트
- 고양컨벤션뷰로 지원신청시스템
- 고양국제회의복합지구 공식 웹사이트
- 고양데스티네이션위크 공식 웹사이트
- 고양마이스온(MICEON) 웹사이트 보관됨 2022-01-26 - 웨이백 머신
- 고양컨벤션뷰로 페이스북
- 고양컨벤션뷰로 인스타그램
- 고양컨벤션뷰로 유튜브